# Pitts
Pitts – miasto w Stanach Zjednoczonych, w stanie Georgia, w hrabstwie Wilcox.